# Maruja Pacheco Huergo
Maruja Pacheco Huergo (Buenos Aires, Argentina, 3 de abril de 1916 - ibídem, 2 de septiembre de 1983) fue una importante actriz, pianista, compositora, cancionista y autora argentina.

## Biografía
Pacheco Huergo estudió desde muy joven en el conservatorio Williams de donde egresó con su título de pianista.
Nacida para cantar, se inició primero como cantante, simultáneamente como actriz, para posteriormente incursionar en varias actividades de tipo literarias y musicales.

## Carrera

### Etapa como cancionista
Fue una figura muy popular en la radio, a tal punto que, en 1938, en una encuesta destinada a elegir a "Miss Radio" obtuvo más de treinta mil adhesiones, alcanzando el tercer puesto en uno de los concursos Puloil presentados por otra broadcasting.
Comenzó en Radio Prieto interviniendo en unas comedias musicales creadas y dirigidas por Roberto Gil. También se presentó en Radio Fénix, en Radio Municipal y, durante 18 años, en Radio Belgrano donde se solía promocionar con otras figuras como Pepe Iglesias "El zorro", Charlo, Lita Landi, Fernando Ochoa, Pablo Palitos, Tato Bores y Francisco Lomuto y su orquesta típica.
Registró más de 600 títulos de canciones de diversos ritmos, entre ellos algunos tangos. Pero de toda su obra, el tango El adiós fue el que le dio renombre.
A comienzos de la década del cincuenta salieron a la venta dos álbumes con el título Juguetes musicales, cada uno con tres discos de 78 rpm, con canciones para niños compuestas e interpretadas por ella misma. Esta etapa como cancionista infantil le permitió que veinticinco de sus composiciones se incorporaran al repertorio escolar oficial. Uno de los temas infantiles más conocidos fue Boda en el bosque.
También compuso doce canciones basadas en el Antiguo Testamento, que reunió bajo el título de Pequeña Biblia Musical.
Sus trabajos alcanzaron una repercusión mundial en América y España.

### Etapa como autora y compositora
Pacheco Huergo es considerada la primera compositora de boleros.
Entre sus otras composiciones de destacan: 
- Don Naides, con letra de Venancio Juan Clauso, registrada por Florindo Sassone con la voz de Rodolfo Galé.
- Oro y azul
- El silencio
- Con sabor a tierra
- Sinfonía de arrabal, que grabaron en trío Lita Morales, Horacio Lagos y Romeo Gavioli con la orquesta de Edgardo Donato.
- Cuando silba el viento, una habanera que grabó Mercedes Simone.
- Gardenias, que en 1968 grabó Juan D'Arienzo con la voz de Osvaldo Ramos.
- Nenucha, una canción popular.[4]
- Milonga del aguatero , junto con Nicola Siri.
- Cancionero porteño del siglo XIX, con letra de Nicola Siri.

También musicalizó una letra de Homero Manzi, Canto de ausencia. 
Con música de Edgardo Donato hizo la letra de Alas rotas, Para qué, Lágrimas, llevadas al disco con la voz de Horacio Lagos y Triquitrá, grabada por Lita Morales.
Fueron varios los libros publicados con poemas suyos, entre ellos están: Tarde de lluvia, El silencio de 1940 y La cuna iluminada. También preparó la poesía  Amanecery la prosa Cosas mías. Colaboró con las revista "El Hogar", "El Suplemento", "La Mujer" y "Revista Social". Donde inclusive llegó a musicalizar una letra del propio Lino Palacio (Flax). También trabajo para la revista "Antena" donde entrevisto a grandes estrellas como Nini Marshall en 1945.

### Filmografía
Durante su corta incidencia en el cine en la época dorada argentina, compartió escenario con artistas de la talla de Juan José Piñeyro, Oscar Soldati, Perla Mux, Enrique Pedro Delfino, Héctor Quintanilla, Mecha Cobos, Alberto Terrones, Delia Martínez, César Mariño, Juan Vitola, Máximo Orsi, Max Citelli, Joaquín Petrosino, Mario Galván, Consuelo Meyer, entre otros.
- 1937: Paraguay, tierra de promisión;
- 1938: Ronda de estrellas, dirigida por Jack Davison.
- 1939: El gran camarada, dirigida por Yago Blas.[7]

### Teatro
En 1967 colaboró musicalmente en una obra hecha por la actriz Maruja Gil Quesada e integrada por el repertorio del Teatro Estudio ITATI, junto a la voz cantante de Emilio Criserá y el pianista Antonio Macri.
También trabajo con artistas como Maricarmen Fernández, Andrés García Martí, Carmita Ortiz , Carlos Casaravilla, Francisco García Garaba, Darío Cossier, entre otros.

## Otras actividades
También fue una eximia letrista, autora de libretos radiales y televisivos, profesora de música y canto, poetisa y recitadora.
En Canal 9 fue la autora de la telenovela Enfermera de turno, protagonizada por Hilda Bernard, Carmen Campoy, Floren Delbene, Lalo Hartich, Javier Portales, Nelly Beltrán y otros.

## Vida privada
Estuvo casada por varias décadas con el periodista, autor  de tangos Manuel Ferradás Campos.

## Fallecimiento
Maruja Pacheco Huergo murió el 9 de septiembre de 1983 a los 67 años de edad, víctima de una larga enfermedad. Sus restos descansan en el panteón SADAIC del Cementerio de la Chacarita.